# ジャン＝マルク・レゼール
レゼール（Reiser; 本名ジャン＝マルク・レゼール Jean-Marc Reiser; 1941年4月13日 - 1983年11月5日; ムルト＝エ＝モゼル県レオン出身）は、過激なユーモアで知られるフランスの漫画家、風刺画家である。

## 経歴

### デビューまで
恵まれない家庭に育ったため早くに学業を断念し、（現在、老舗ワイン・チェーンとして知られる）酒類販売店「ニコラ (Nicolas)」で働く一方、独学でデッサン（漫画）を勉強した。ニコラ社の社内報に「J-M ルシヨン」、「ジエム」などのペンネームで画を掲載しながら、一般誌にも投稿し続け、1958年に当時『Les Cordées (アルザイレン)』の編集長であったフランソワ・カヴァナに風刺画を送ったところ、同誌に掲載されることになり、風刺画家としてのデビューを果たした。

### 『アラキリ』その他の活動舞台
さらに、1960年にフランソワ・カヴァナとジョルジュ・ベルニエが『アラキリ』を創刊した際にフレッド (Fred : Frédéric Othon Théodore Aristidès) らとともにこれに参加した。「バカで意地悪な新聞」と銘打った『アラキリ』は当時のカウンターカルチャーを代表する存在であり、その斬新でショッキングな内容により報道界に新風を巻き起こしていた。既にカビュ、ジョルジュ・ウォランスキ、ジェベ (Gébé) から活躍しており、レゼールもここで独自の画風やキャラクターを生み出すことになった。
1966年からゴトリブ、アレクシス (Alexi)、ジャン＝クロード・メジエール、ニキータ・マンドリカらとともに『ピロット』に参加。フランス五月革命 (Mai 68) ではシネ (モーリス・シネ)やウォランスキとともに『アクシオン (Action)』（短命ながら五月革命において非常に影響力のあった新聞）に風刺画を掲載した。
『アラキリ』が発禁処分を受けた後、これに代わる新聞として創刊された『シャルリー・エブド』に参加。ジャーナリストのピエール・フルニエがエコロジー運動の一環として創刊した『ラ・グル・ウヴェルト(大口開けて / 黙っていられない)』（レゼールはエコロジーの問題に深い関心を寄せていた）、『メタル・ユルラン』、『レコー・デ・サヴァーヌ』（コリューシュとの共作）、『ル・モンド』など、多数の新聞・雑誌に風刺画を掲載した。

### 代表作

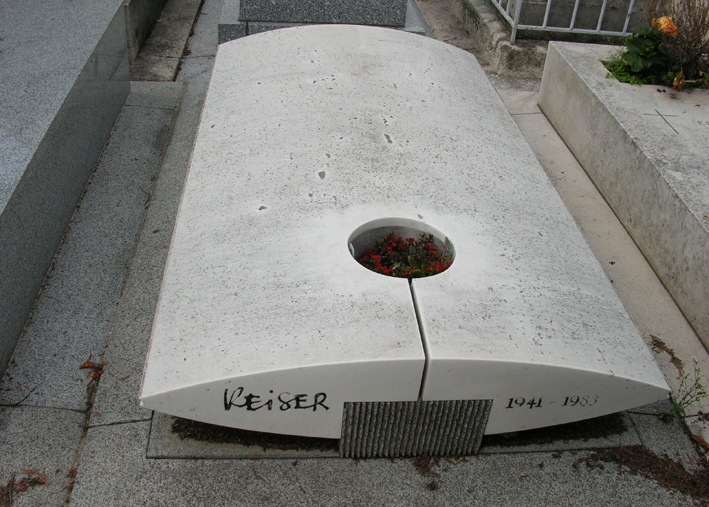
奇抜なデザインのレゼールの墓（モンパルナス墓地）

代表作はアンチヒーローの典型となった『グロ・デグラス(ものすごく嫌なやつ)』であり、その他、新聞・雑誌に掲載された風刺画を集めた『Ils sont moches (やつらは醜い)』、『La Famille Oboulot en vacances (オブロ一家のヴァカンス』、『Les Oreilles rouges (赤い耳)』、『La Vie au grand air (野生生活)』、『Vive les femmes (女性万歳)』、『La Vie des bêtes (野獣の生活)』などがある。とりわけ『レコー・デ・サヴァーヌ』に連載されたコリューシュとの共作『Sales Blagues (嫌なジョーク)』は、多くの読者を獲得したが、彼の死により中断し、やがてフィリップ・ヴュイルマンが受け継ぐことになった。
1983年11月5日、骨肉腫により死亡。モンパルナス墓地に埋葬された。42歳だった。

### 受賞
1974年にベルギーのバンド・デシネ賞「サン=ミッシェル賞(Prix Saint-Michel)」を受賞。
1978年、アングレーム国際漫画祭 グランプリを受賞。